# Marcació relativa (nàutica)

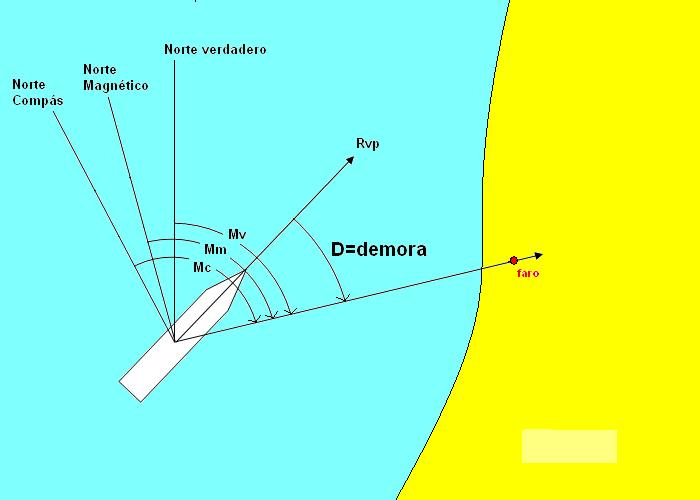
marcació "relativa" a un far

Es denomina  marcació  d'un objecte a l'angle horitzontal format entre la línia de cossia i la visual cap a aquest objecte, per a un observador situat sobre la cossia mesurat en graus a partir de la proa.

Es mesura en graus:
- De 0° a 180° cap a Estribord en sentit horari i té llavors signe positiu (+).

- De 0° a 180° cap a Babord en sentit antihorari i té llavors signe negatiu (-).

Per noms:
- Amura d'estribord (Er) és el quadrant horitzontal amb marcació de 0° a 90°.

- Amura de babord (Br) és el quadrant horitzontal amb marcació de 0° a -90°.

- Aleta d'estribord (Er) és el quadrant horitzontal amb marcació entre 90° a 180°.

- Aleta de babord (Br) és el quadrant horitzontal amb marcació entre -90° a -180°.

- Través d'estribord és la marcació de 90°.

- Través de babord és la marcació de -90°

La marcació es mesura amb un instrument anomenat taxímetre.